# بارتيزانسكى
بارتيزانسكى (بالسلوفاكية: Partizanske)‏ مدينة في شمال غرب سلوفاكيا وتتبع أقليم ترنشين.

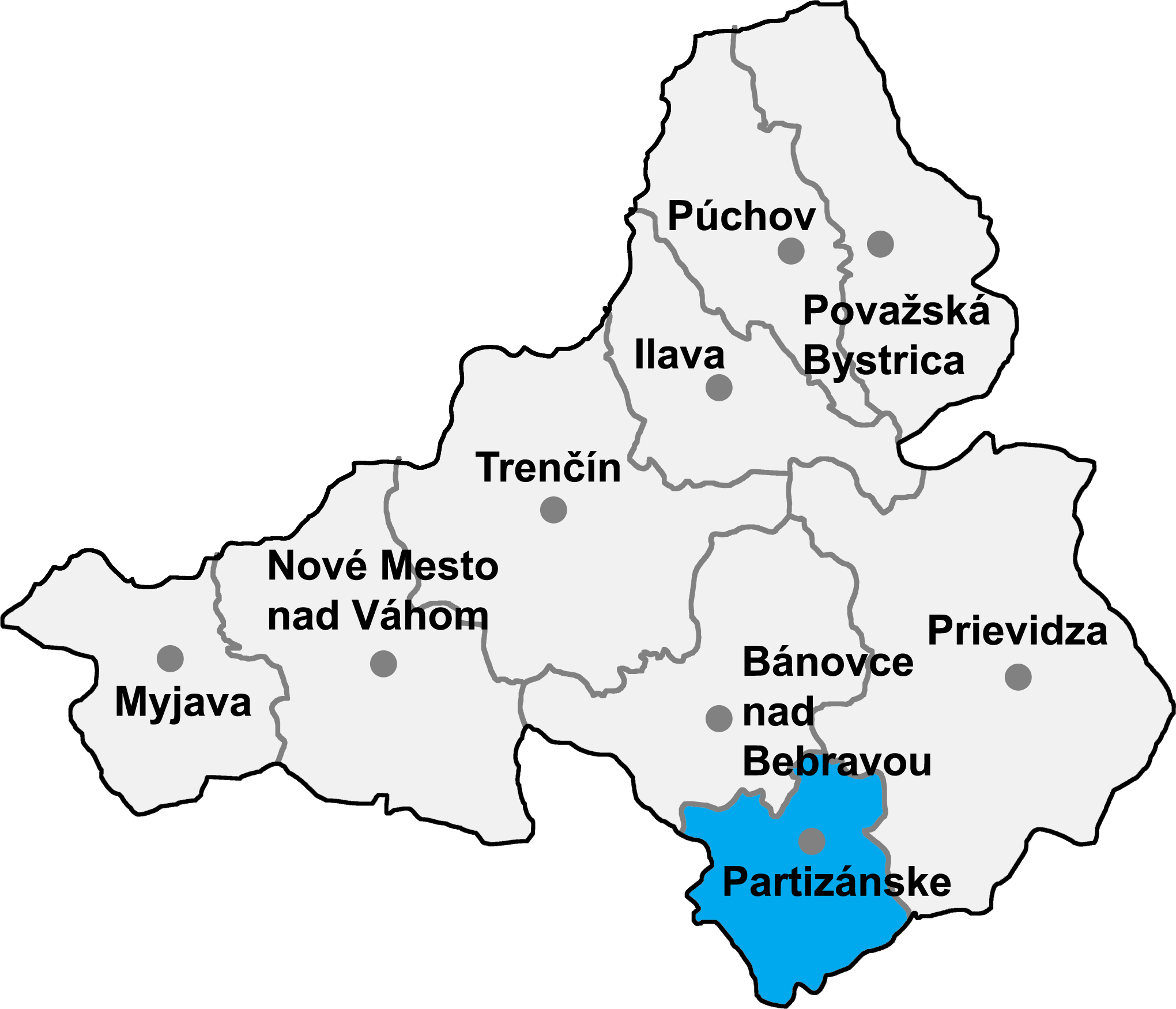
موقع بارتيزانسكى في إقليم ترنتشن

## توأمة
لبارتيزانسكى اتفاقيات توأمة مع:
- سفيت [4]

## أعلام
- كاول يوكل
- بترا بينوشكوفا